# Michael Craig-Martin
Michael Craig-Martin (Dublín, 28 de agosto de 1941 (83 años) es un artista conceptual y pintor irlandés. 
Conocido por formar parte del grupo Young British Artists, y por su famosa obra An Oak Tree. Es profesor emérito de Bellas Artes en Goldsmiths, centro que forma parte de la Universidad de Londres.
Se formó en Estados Unidos y en Inglaterra, donde realizó su primera exposición individual en 1966. Su obra muestra influencia del Pop art y del minimalismo. Cabe destacar sus interpretaciones de Las Meninas de Velázquez, que se pudieron ver en 2008 en Barcelona en la exposición Oblidant Velázquez. Las Meninas, en el Museo Picasso de Barcelona. También son conocidas algunas de sus naturalezas muertas basadas en las obras de Zurbarán.